# IC 4315
IC 4315 — галактика типа SBc в созвездии Гидра. Поверхностная яркость — 13,4 mag/arcmin². Этот объект входит в число перечисленных в оригинальной редакции «Нового общего каталога».